# Eparchia di Şımkent e Taraz

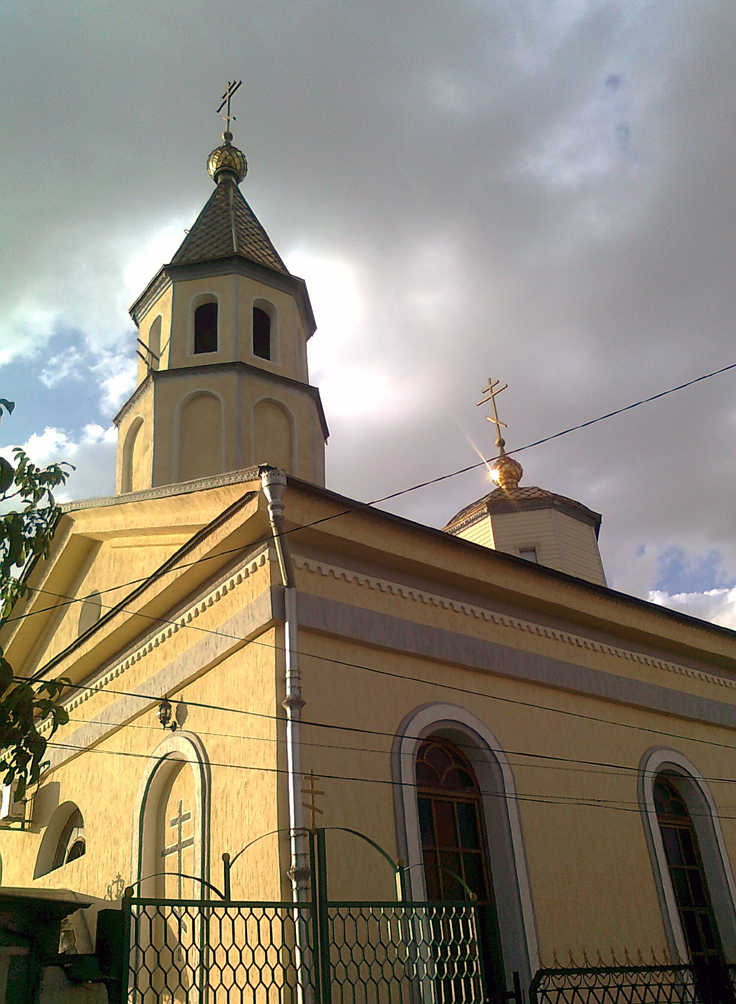
La cattedrale di San Nicola a Şımkent.

L'eparchia di Şımkent e Taraz (in russo: Чимкентская и Таразская епархия) è una delle dieci eparchie ortodosse russe in Kazakistan, che costituiscono il "Distretto metropolitano della Chiesa ortodossa russa nella Repubblica del Kazakistan" (in russo Митрополичий округ Русской Православной Церкви в Республике Казахстан?). L'eparchia ha sede a Şımkent, dove si trova la cattedrale di San Nicola.

## Storia
La diocesi è stata fondata il 31 gennaio 1991 e al momento dell'erezione comprendeva le seguenti regioni: il Kazakistan Meridionale, Zhambyl, Qyzylorda e Aqmola.
Il 5 ottobre 2011 l'eparchia ha ceduto parte del suo territorio nella regione di Aqmola in favore dell'erezione dell'eparchia di Kökšetau. Un'ulteriore porzione di territorio (la regione di Qyzylorda) è stata ceduta il 24 marzo 2022 per l'erezione dell'eparchia di Aqtöbe.